# 25430 Ericlarson
25430 Ericlarson è un asteroide della fascia principale. Scoperto nel 1999, presenta un'orbita caratterizzata da un semiasse maggiore pari a 2,2479614 UA e da un'eccentricità di 0,1750671, inclinata di 4,67583° rispetto all'eclittica.